# Pascal de Roubaix
Pascal de Roubaix (Lubumbashi, 24 mei 1947) is een voormalig Belgisch volksvertegenwoordiger.

## Levensloop
de Roubaix studeerde rechten en werkte eerst bij Anhyp. Hij was van 1981 tot 1985 lid van de Kamer van volksvertegenwoordigers voor het arrondissement Brussel, verkozen op een lijst van de kortstondige partij UDRT-RAD, waar hij ook secretaris-generaal van was.
Vanaf 1987 was hij actief als consultent in human resources, actief voor het begeleiden bij carrièrewendingen.
In 1999 stichtte hij een partij onder de naam Alliance, die echter nooit van de grond kwam maar toch aan de verkiezingen voor de Brusselse gewestelijke Raad en voor de Kamer deelnam. Hij was ook een tijdje verbonden met de PSC en de CEPIC. In 2009 zou hij gaan werken als coördinator voor de door Rudy Aernoudt opgerichte partij Lidé.
Hij is medestichter en vice-voorzitter van de Europese denktank 'Instituut Thomas More'. in Brussel.